# Russ Cook
Russell Cook (* 13. března 1997 Worthing, Spojené království), známý jako Hardest Geezer, je britský vytrvalostní běžec.
V dubnu 2024 Cook dokončil běh podél západní části Afriky v délce 16 000 km.

## Projekt Afrika
Běh v blízkosti západního pobřeží Afriky Cook zahájil 22. dubna 2023. Odstartoval na Střelkovém mysu (Cape Agulhas) v Jihoafrické republice a skončil o necelý rok později, 7. dubna 2024, na nejsevernějším bodě pevninské Afriky v Ras Angela v Tunisku.
Během cesty přes Afriku Cook a jeho tým zažili v Angole ozbrojenou loupež, při které přišli o fotoaparáty, telefony, hotovost, pasy a víza. V Kongu se Cook stal obětí únosu.
Během celého roku se mu podařilo vybrat 600 tisíc liber (17,7 milionu korun), které věnuje charitativní organizaci The Running Charity. Ta se zaměřuje na duševní zdraví mladých lidí nebo lidí bez domova. Část získá také organizace Sandblast, která šíří povědomí o saharské kultuře.

## Úspěchy
- Běh z tureckého Istanbulu do města Worthing v Anglii za 68 dní.[7]
- Světový rekord v maratonu při tažení auta: 9 hodin, 56 minut.[7]
- Běh kolem západní Afriky v délce 16 000 km přes území 16 států.[4]